# Parabradyidius angelikae
Parabradyidius angelikae är en kräftdjursart som beskrevs av Schulz och Markhaseva 2000. Parabradyidius angelikae ingår i släktet Parabradyidius och familjen Aetideidae. Inga underarter finns listade i Catalogue of Life.